# 南北朝时代 (日本)
南北朝时代是指1337年（以農曆紀為日本延元元年12月，對應西曆1336年）至1392年間日本歷史上皇室分裂為南、北兩個天皇的時代，處於镰仓时代與室町時代之間。在這段時間裡，兩方有各自的皇位傳承，也各自有朝廷並立對峙。起因是建武新政的崩溃，以足利尊氏爲首的武士階級發動政變，推翻后醍醐天皇的統治，並在京都重新拥立持明院统的光明天皇。而大覺寺統的后醍醐天皇則挾象徵正統的三神器將朝廷播遷至京都南方的奈良吉野，至此南北朝分裂。

## 概要影響
由於後嵯峨天皇廢長立幼，兩個皇子先後即位，皇室最終分為持明院統和大覺寺統兩個家族，就皇位繼承問題發生了非常激烈的鬥爭。在幕府的調停下，雙方約定由兩派輪流擔任天皇，即二統迭立，然而鐮倉時代后期，这种不穩定的皇位继承法間接导致了持明院统和大觉寺统越趋于恒常化的实质性分裂。在经历了镰仓幕府的倒幕運動與建武新政的失败，随之而来的是京都北朝和吉野南朝兩個并存皇權的彻底分裂。雙方因各自主张自己的正统性而爆發了激烈的冲突，也发生了几次大规模的战争。
对于当时世态，在奈良兴福寺第20代主持审尊編纂的《大乘院日记目录》中称之为“此一天两帝南北京也”。經久之後，日本史學界開始仿效中国魏晋南北朝时代，将這段時期称为“日本南北朝”。明治时代以后，以南朝天皇为正统的史观得到巩固，所以當時也有以吉野时代这个新词代稱這段時期，直到第二次世界大战后，這個詞匯才在史學界消失。值得一提的是，现在的日本皇室世系源自1392年南北統一以后的北朝。

### 武家崛起
在南北朝之後，公家已幾乎喪失影響力，以幕府爲主的武士政权的權威獲得極大提升。鎌仓时代被認爲是朝廷和幕府公武双重权力制約，公家也可以通过私地和公領拥有一定的权力。但之後由于象徵天皇亲政的南朝崩潰，皇室权威逐渐下降，同時，北朝的贵族们也接连被室町幕府第三代將軍足利义满篡夺了警察權、民事审判权、商业课税权等公權力。以至於当南北统一时，最後的胜者其實並不是南朝或北朝，而是以室町幕府为中心的武家支配机构。

### 期間变革
南北朝内戰中的上級階層和下級階層结构的变化，从根本上改变了日本这个国家的面貌。
- 农业方面，随着施肥量的增加、水稻品种的多样化以及改善灌溉设施，水稻产量提高 [3]，还有鎌仓时代带来的两毛作物得到普及，生产力明显提高[1]。因此，随着粮食生产的充分发展，许多原材料作物也得以大規模生产，如柳树（纺线）、棉花和苏子（产油）[3]

- 工商业方面，由于上述原料作物的生产力提高，竹帘、草席、油、素面等通用商品开始在社会上流通。[3]

- 经济方面，随着上述商工面的提高，货币经济逐漸普及。
  - 不過也有論點認爲；1270年代元朝在中国采取並普及了交鈔（宋朝纸币） ，因此多余的铜钱才大量涌入日本。
  - 对于用于土地交易的钱的利用率，1200年不到20% 的情况在1250年超过了50% ，在（广义的）土地交易开始之前的1320年超过了75%，铜钱的普及也关系到纸质媒介等汇票的普及。

- 文化方面，随着上述农业、工商及经济的发展，民众生活條件增强，隨之而來的是大众文化的兴盛，如猿乐(能乐)、连歌[3]、斗茶（茶道的原型）[3]、婆娑罗(歌舞伎的原型)[3]之類日本傳統藝術得以發展。
- 宗教方面，为了对抗与傳統神道教相联系的南朝及公家势力，室町幕府開始優待傳進日本的漢傳佛教——禅宗，并從此定下京都五山。[3]
- 外交方面，由于上述宗教面崛起的禅僧对中国情况了如指掌，日本時常派遣禪僧在明朝担任外交顾问。[3]
- 学术方面，由于上述宗教方面和外交方面的进展，宋明理学从中国傳入日本。有德之人才配得登上帝位的宋明理学思想，对江户时代的儒家也产生了相當影响。

日本的数学一度有所衰退，但从鎌仓时代末期重新在开始禅寺研理。期間具有代表性的数学家有临济宗僧人中岩圆月，他的主要著作《运算》是當時的經典，在《治历篇》中也有关带分数的使用和繁分数计算的提及。川本慎自指出了战国时期临济义玄僧策彦周良与吉田家族的关系，并表示江户时期的角仓了以和吉田光由的数学研究可能源于禅寺中的數學理論的研究。
- 文學方面，由于上述宗教面、外交面和学术方面的发展，汉诗得以普及，以绝海中津、周信为代表的五山文学双璧在禅林兴盛。随着商工业的蓬勃发展，这种被禅僧春屋妙等称为五山外向雕版印刷也迎来了鼎盛时期。前面提到的宋明理学的影响也体现在文学上，如日本史诗《太平记》就被認爲是其中的巔峰之作。
- 艺术方面，由于上述、经济方面的充实和文艺方面的五山文学影响，禅宗的思想开始反映在古建築之類实体上，禅院得以完成，如梦窗疏石的天龙寺花园和西芳寺花园被列为世界遗产。连歌的創始人二条良基、能乐的創始人世阿弥等人将此前是佛教思想的一部分的“幽玄”詮釋为日本美學的审美理想之一。[5]

故此，南北朝内戰从生产力到审美意识等各个層面，為日本翻開了全新的一頁。

## 歷史簡介

### 二統迭立
鎌倉時代中期的宽元4年（1246年），後嵯峨天皇让位后，日本皇室围绕皇位继承分裂为大覺寺統和持明院統兩支分支。通过镰仓幕府的斡旋，大觉寺統和持明院統由各自的皇位推定繼承人轮流即位，史稱二統迭立。

京都朝廷與吉野朝廷

1331年，出自持明院統的光嚴天皇在幕府支持下即位，而出自大觉寺统的後醍醐天皇則堅持不退位，後流亡吉野，這被視作是廣義上南北朝時代的開始。元弘元年（1331年），後醍醐天皇向全国武士发表讨幕之谕，意圖推翻幕府，元弘之亂爆發。起初，僅皇子護良親王和武士楠木正成等少数人願為效忠后醍醐天皇而战，但不久后，身爲幕府大將的足利高氏和新田义贞等人也响应号召，镰仓幕府和他们的实际统治者北条氏得宗家就此灭亡。
後醍醐天皇推翻鎌倉幕府後，實施由天皇親政的建武新政。但由於新政未能滿足武士要求，且僅重用京都公家貴族，故引起軍官階層的憤怒。當中倒幕大將足利尊氏更為不滿，其雖被賜予天皇名字中之尊字，但其有意建立幕府，採取架空皇室的武家政治。
建武2年（1335年）7月，北条时行等北条氏的余党發動了中先代之亂后，结束讨伐的尊氏开始独自发放恩赏，收買人心。对新政感到不满的武士階級大部分都跟随了他。同年，足利尊氏發動延元之亂，強迫後醍醐天皇退位，擁立持明院統之光明天皇。光明天皇策封他為征夷大將軍，建立室町幕府，是為北朝之始。而後醍醐天皇被迫退位後設法逃出，持著天皇象徵的三神器復辟，退往大和國（今奈良縣）的吉野，是為南朝，至此南北朝終於形成，史書稱為「一天二帝南北京」。

### 吉野行宮
南北朝早期，南朝勢力比北朝更為強盛，領有奧州、北陸、甲信全境及東海、畿內之大半。直至1338年，北畠顯家、新田義貞先後戰死，北朝勢力首次壓過南朝。1338年至1348年間，北朝逐漸收復近江以西的東國，並於1348年攻陷吉野，南朝朝廷逃至奈良，南朝領土僅餘紀州、大和、河內、和泉、伊勢、伊賀、志摩等地，此時南朝已無可用之兵。
延元二年／建武四年（1337年），南朝镇守府将军北畠顯家应后醍醐天皇和父亲北畠親房調遣，于12月收復镰仓。之后以夺回京都为目标，第二年1月在美濃國（现在的岐阜县）打败幕将土岐赖远，但因为与北陆地方的新田义贞合兵失败，放弃了收服京城這一宏觀戰略目標。
显家方面虽试图通过伊势實行迂回包抄戰術，但由于长时间的远征，兵力逐漸衰弱。意識到下一场战争可能成为生死决战，显家向后醍醐天皇提出了著名的谏文，即《北畠显家上奏文》。延元3年／历应元年5月22日（1338年6月10日），顯家在石津之战中败给幕府执事高師直，战死沙场。南朝總兵新田义贞自建武之乱末期金崎之戰开始，就一直在北陆地方方面孤军奋战，直到在藤岛战役中败给斯波高经后战死。

#### 北畠親房
延元四年／历应二年八月十六日（1339年9月19日）后醍醐天皇驾崩。與宠姬阿野廉子所生皇子义良親王即位，是為後村上天皇。雖作爲立场上的敌人，足利尊氏也表達了對后醍醐天皇的緬懷崇敬之情，为悼念他，命僧人梦窗疏石为开山宗師，开创天龍寺。
后村上天皇即位時日，南朝公卿、與慈圓並稱的史學家北畠親房在关东地方與幕府軍激戰，如在常陸國小田城展開攻城战是其例子。同年秋天，北畠親房为向后村上天皇「顯明正道」，編纂了主張南朝正统性的《神皇正統記》並引进儒学思想，强調身爲帝王不仅要具備血统和德行，还必須要有象徵君權天授的三神器才爲正統這一思想（三神器當時由南朝執掌）。親房在兴国4年／康永2年（1343年）返還吉野，作为后村上天皇的謀臣，对南朝朝政进行实质性的整治。之後北畠親房被天皇授予准三宮，位同皇族。

#### 修養時日
新田义贞、北畠显家在战争中牺牲后，南朝处于恢复期，各地仍然出现了小规模的冲突和兵變。
室町幕府方面，保守派左兵卫督的足利直义（尊氏之弟）以宣傳《御成敗式目》等镰仓幕府時期留下的武家習慣法为幕府存在的合法性打基础，而革新派的幕府执事高師直則改良了杂诉决断所在内等建武新政時期留下的法律制度政策（如发放执事执行状等） ，從而巩固了自身的地位。
兴国2年／历应4年（1341年），南朝恢复气势。同年3月24日，足利直义指控出雲、隠岐兩國的守護鹽冶高貞意圖謀反，並派遣桃井直常、山名時氏等主將討伐高貞，在同月末，從京都流亡于播磨国的高贞切腹自殺（《守护神记》第四年三月二十五日及二十九日）
根據史學家铃木登美惠和龟田俊和等人的说法，高贞可能是意圖通过由早田宫（南朝皇族）出身的妻子，與姻兄南朝公卿源宗治（當時兼擔九州總兵）有勾結。

#### 正行战死
楠木正行继其父楠木正成殉國后成为南朝主將之一，正行在正平2年／贞和3年（1347年）藤井寺之战和天王寺・住吉之战中，屢次战胜幕府名将細川顯氏以及山名時氏，震動京都。
意識到事態嚴重的幕府执事高師直立即组成大军反擊。楠木正行和弟弟正時于正平3年／貞和4年1月5日（1348年2月4日）的四条畷之战战死。

#### 吉野陷落
在四条畷之战战中完胜南朝的高师直率兵攻陷了吉野，燒毀行宫。随着吉野沦陷，后村上天皇等南朝一行人逃往贺名生（奈良县五条市），南朝衰敗之势一時难掩。

### 内乱激化

#### 观应之乱
尊氏之弟足利直义和幕府執事高師直之间的矛盾開始浮出水面，進而爆发觀應擾亂，這是一場足利幕府一分为二的政治鬥爭。在該斗争中败北的直义選擇归顺南朝，協同尊氏之子、被直义收養的足利直冬也跟響應叔父號召，在九州地方起義，宣誓效忠南朝。此時，山名时氏等部分守护大名也宣布倒戈南朝，南朝局勢再度壓過北朝，并由此展开了數次京都争夺战。後村上天皇移居到南朝住吉大社宫司家津守氏的住之江殿 ，並恩賜住吉行宫之名（即今大阪市住吉區）。
成为南朝武将的直义在正平6年／观应2年（1351年）1月的第三次京都战，將從京都回军的足利尊氏在打出濱之戰中大败。尊氏隨以胁迫高師直、高師泰兄弟出家并流放外地为條件，与直义达成和解。次年足利尊氏与足利直义达成和议。足利尊氏让上杉能憲押解高师直一族流放外地，但由于能憲與高家有杀父之仇的缘故，在途中私自处决了高师直全家。自此，自鎌仓时代以来一直担任的足利家執事的高氏一族至此没落。

#### 正平一统
铲除了政敌高师直兄弟后，足利直义重新执掌了幕府的政务，以足利尊氏嫡子足利義詮为副手。但直义与尊氏仍有很深的矛盾。最終足利尊氏决定废黜北朝朝廷向南朝投誠，史称正平一統。幕府依合約仍保有武裝、處理政務、管理所轄領土之權，但必須尊南朝為日本的唯一合法朝庭，並聽候公家調遣。南朝為削弱足利家的影響力，下令尊氏讨伐直义，使其骨肉相殘。
足利直义後从京都逃出，经北陸道、信濃國逃往鎌倉，纠集当地的反尊氏势力抵抗。足利尊氏前往讨伐，在駿河國萨埵山（今靜岡縣靜岡市清水区）、相模國早川尻（今神奈川縣小田原市）等战击破並生擒直义。足利直义被隨後关押在净妙寺境内的延福寺。翌年（1352年）2月26日足利直义死去。官方说法是病死，《太平記》則認為他是被南朝勢力毒死的。巧合的是，足利直义死亡日期正是高師直兄弟一周年忌日。

#### 四戰京都
趁尊氏离开京都之時，南朝朝廷單方面撕毁和约，開始进攻室町幕府領地。宗良親王、新田義興、新田義宗、北條時行率領军队袭击尊氏，尊氏被迫退往武藏國，但马上策劃反击、压制了关东南朝势力，進而回到京都。南朝將領足利直冬後又进攻京都，但被击败，逃往九州。文和3年／正平9年（1354年）直冬曾一度夺下京都，但次年就被尊氏收复。
在观应之乱结束后，南北双方展开了泥潭之战，并展开了四次京都爭奪戰，但始終未能分出胜负，彼此都疲惫不堪。翌年南朝北畠親房和楠木正儀再次攻陷京都，足利义诠逃往近江國避难。北朝方面的光严上皇、光明上皇、崇光天皇以及皇太子直仁亲王等北朝重要皇族都被南朝俘虏。不久义诠率军反扑，夺回了京都，并拥立後光嚴天皇重建北朝。1353年阴历6月，足利直冬和山名時氏再次攻陷京都，但不久後又被北朝收复。吸收旧直义党的南朝东山再起，正平7年／文和元年（1352年）8月中旬至翌年3月底，南朝楠木正仪、吉良满贞、石塔赖房等人在摄津战胜了赤松光範、佐佐木秀纲、佐佐木高秀、土岐赖康、仁木义长等人。趁势，正平8年／文和2年（1353年）6月9日，南朝在第五次京都合战中夺回了京都。然而由于幕府的大举攻势，于7月24日放棄京都，以一個月半的短期统治告终。
正平9年 / 文和3年（1354年），南朝重臣北畠親房去世，南朝就此失去重要的謀臣。不過随着足利直冬加入南朝，進而恢复了部分武力，正平10年／文和4年（1355年）2月，直冬和楠木正儀在第六次京都会战（神南之战）成功占领了京都。但是，随着足利尊氏从东国逼近，南朝再次放弃京都。尊氏隨後欲亲自讨伐直冬，但在延文3年／正平13年（1358年）4月30日因癌症在京都二条万里小路第逝世，享年54岁。
室町幕府的新任将军足利义诠为了宣揚武威，展开針對南朝的扫荡攻势，攻下了楠木氏的本城——河內國赤坂城。但是楠木正仪巧妙地運用山地戰，成功阻擋了敵方的远征。此時，幕府方面的仁木义长、关東執事畠山国清、幕府執事細川清氏等大將倒戈，室町幕府的势力最终恢复原状。
正平16年／康安元年（1361年），因幕府内政治鬥爭而下台的细川清氏归顺南朝，楠木正仪等人并肩作战，在第七次京都之戰中曾一度占据京都。但不到一月又被夺回，南朝始終无法有效地控制舊都。期間，大内弘世、山名时氏等人也再次归服于室町幕府。

#### 九州情勢
在九州方面，在多多良滨之战败给足利方的菊池氏等南朝势力與尊氏留下的一色範氏、仁木义长等北朝势力一直在争斗。南朝为了加强势力，派遣后醍醐天皇的皇子怀良亲王为征西将军，与北朝势力反复进行了攻防战。延文4年／正平14年（1359年）筑后川之战（又稱大保原之战）中，南朝方的菊池武光、赤星武貫、宇都宫贞久、草野永幸等對陣北朝的少贰赖尚、少贰直资父子及大友氏时、城井冬纲等两军合计约有10万人。在这场战役中失败的北朝人逃離了大宰府，九州在接下来的10年左右處於南朝的统治之下。足利义诠死后，九州的南朝势力在正平23年／應安元年（1368年）2月发动东征军，向长门方向进军，但因大内氏的阻撓而受挫。
而那段時期，一些被称为倭寇的海上賊團开始在高麗與部分明朝沿岸地區汎濫，文中元年／应安5年（1372年）怀良亲王以承諾取缔倭寇为条件，以“良懷”之名受明太祖册封为“日本國王”。隨後室町幕府派今川了俊向九州地方发动攻势，夺回了大宰府。

#### 最終和談
南朝主和派領袖及南朝大將楠木正仪此前虽然屡次向北朝室町幕府提出和判，但由于朝廷内外的阻碍，最终都以失败告终。正平16年／康安元年（1361年）于第七次京都合战以后，两朝已经疲于战斗，这次呼籲和平的聲音高涨。曾主張武力統一日本的后村上天皇也将主和派的正仪選定為最亲信纶旨奉者，嚴肅考虑和平问题；另一方，幕府将军足利义诠也将文治派的斯波高经任命为事實執事（名義上的幕府執事是高经之子斯波義將），兩朝各自采取了和平路线。正平21年／贞治5年（1366年）8月因斯波高经因遭政變黯然下台，但义诠延續了文治派路线。
第二年正平22年／贞治6年（1367年），兩朝進行和平交涉。但南朝代表洞院实守坚持“除非北朝向南朝無條件投降”，否則決不接受任何形式的和平提議，導致雙方一時再次回到了劍拔弩張的狀態。对此，后村上天皇紧急任命楠木正仪擔任南朝代表，并赋予了右兵卫督这一职务。通过正式的和平谈判，足利义诠的态度也有所缓和，和談似乎能顺利进行。但是同年12月7日（1367年12月28日）第二代幕府将军义诠因病亡故，翌年南朝后村上天皇崩御。由於隨著雙方的主和領導者接連去世，就此和平談判宣告破裂。
此后，直至明德和約之前，长达25年的南北和平协商一直没有恢复。有史學家推測，楠木正儀可能为明德和约的内容做了部分准备，然本人在看到日本正式統一之前就已死去。

### 南北和議

#### 幕府强化
正平23年 / 应安元年（1368年）4月，年幼的将军足利义满完成元服礼，其乌帽子親的幕府管领细川頼之掌握了实权，作为宰相的名義辅佐了义满。之後，賴之依靠卓越的政治手腕确立了幕府的稳定性。同年，南朝主戰派长庆天皇即位，主和的楠木正仪便在南朝内一時孤立无援。次年，细川頼之通过謀略成功将楠木正儀策反。而南朝因采取强硬路线，失去主要的人才。文中2年 / 应安6年（1373年） ，細川赖之编制了以楠木正仪、细川氏光范等为主將的远征军，在天野之战中擊破南朝重臣四条隆俊的軍隊，並攻陷了作爲南朝临时首都天野行宫。
但是頼之在镇压桥本叛乱失败后，就受到了其政敌斯波氏义等人的指控。足利义满也对赖之在镇压中的软弱态度持批评态度，並以此為導火索在天授5年（1379年）發動康历政变，迫使細川賴之下臺，從而掌握了實權。

#### 公武合一
由于北朝没有自己的武力，所以很容易被认为是幕府的傀儡，但实际上根据至今以往的公家统治經驗和累积的朝廷法律知识，北朝還是拥有一定的實權和权威。二條良基作爲义满的諫言者，在武家传播朝廷公家禮制；在公家方面，則能动性得促进朝廷幕府一體化。根据良基的構想，武家不再是传统的“镰仓殿”，而將是以京都为据点的“室町殿”。

#### 幕府集权
因康历政变而推翻细川頼之的足利义满推进了室町幕府的中央集权化，使幕府体制和公家的區分模糊且变得坚固。元中8年 / 明德2年（1391年） ，于明德之乱击败了占领全日本六分之一領土、拥有逼近将军家势力的守護大名——山名氏，從而缩小了势力范围。

#### 南北合一
在南朝逐渐衰弱的同时，足利义满采取削弱守护大名的政策，幕府逐渐实现了中央集权化，其势力差距显而易见。
后来细川赖之在幕府内的权力被削弱，依靠赖之的正仪的地位也渐渐动摇。天授5年 / 永和4年（1378年）被义满免去河内国守护一职，第二年天授5年 / 康历元年（1379年）由于赖之在康历政变中再次失势，正仪在北朝中又被孤立。弘和2年 / 永德2年（1382年）再次回归南朝，被任命为参议，同年北朝方的山名义理交战，不敌。随着主和派的正儀等高官勢力擡頭，以及弘和3年 / 永德3年（1383年）北畠显能、怀良亲王接连去世。当年冬天，通过对北强主戰路线的长庆天皇让位于其弟主和派后龟山天皇。正儀在随后的几年内去世，宗良亲王也在元中2年 / 至德2年（1385年）去世，因此南朝縂大將的地位由正儀的嫡子楠木正胜继承。但是正胜在元中5年 / 嘉庆2年（1388年）在平尾合战中败给了山名氏清，在元中9年 / 明德3年（1392年）春，由于南朝千早城等重鎮接連被畠山基国攻破，南朝就此丧失了抵抗北朝的能力。
1392年，幕府軍包圍奈良，足利義滿以大觉寺统和持明院统两统迭立為條件，南朝後龜山天皇將三神器交給北朝後小松天皇，歷時56年的南北朝時代於焉結束。《大乘院日记目录》将此事记载为“南北御合体，一天平安”。以南北朝合一为契机，控制九州北部的今川了俊与位于九州南部的菊池武朝和解，九州也成为了幕府的支配地。隨後，足利义满被明朝重新册封为“日本国王”。

### 反抗運動
虽然实现了统一，但是两统迭立的约定并没有兑现，反而持续了持明院统的日本皇室世系。因此，南朝遗臣们为恢复皇位而进行的反抗運動一直持续到15世纪中期，被称为后南朝运动。他们的抵抗将在持明院统絕嗣后的正长元年（1428年）进一步激化。从此事件开始直到应仁之乱为止，南朝的子孙们被反幕势力所拥立，断断续续地进行著活动。嘉吉3年（1443年）9月，提倡南朝复兴的日野家嫡流日野有光势力企图暗杀后花园天皇而闯入皇宫（暗杀未遂），并夺走三神器中的剑和神玺，拥立南朝皇族通藏主、金藏主兄弟（后龟山天皇侄孫）逃往比睿山，此事被称为“禁阙之变”；幕府在数日内镇压了此次事变，将通藏主、金藏主、日野有光等主谋者全部杀害。自南朝后裔的自天王-忠义王的神玺被夺回后，后南朝在实际灭亡。最后在史料中出现是《胜山记》中的明应八年霜月（1499年11月）。

## 後世爭議
近代以来，围绕南北朝中哪一个是正统的问题，出现了南北朝正閏論。直至20世紀初期，1910年由於左派人士幸德秋水被捕受審時指出：「現在的天子不就是暗殺南朝天子奪取三神器的北朝天子嗎？」引發日本國會對於南北朝及當時明治天皇的正統性問題進行激辯。不久後明治天皇在1911年作出結論：以南朝天皇為日本的正統，北朝天皇保留名號，但不列入正統；並命令文部省在国家审定教科书中使用以代表南朝為正朔的“吉野时代”作為南北朝時代的稱呼。
而东京大学史料编纂所在《大日本史料》中继续使用「南北朝」，但在1937年引起以“皇国史观”支持者著称的平泉澄及宫内省芝葛盛等人的批评。第二次世界大战以后，“南北朝”的用语再次成为主流。

## 時期內天皇列表
| 公曆           | 北朝天皇   | 南朝天皇   |
| -------------- | ---------- | ---------- |
| 1331年         | 光嚴天皇   | 後醍醐天皇 |
| 1333年         | 光嚴天皇   | 後醍醐天皇 |
| 後醍醐天皇     |            |            |
| 1336年         |            |            |
| 光明天皇       | 後醍醐天皇 |            |
| 光明天皇       | 後醍醐天皇 | 1339年     |
| 光明天皇       | 後村上天皇 |            |
| 光明天皇       | 1348年     |            |
| 崇光天皇       |            |            |
| 1351年         |            |            |
| 廣義門院(執政) |            |            |
| 1352年         |            |            |
| 後光嚴天皇     |            |            |
| 1368年         |            |            |
| 長慶天皇       |            |            |
| 1371年         |            |            |
| 後圓融天皇     |            |            |
| 1382年         |            |            |
| 後小松天皇     |            |            |
| 1383年         |            |            |
| 後龜山天皇     |            |            |
| 1392年         |            |            |